# Patriot Day

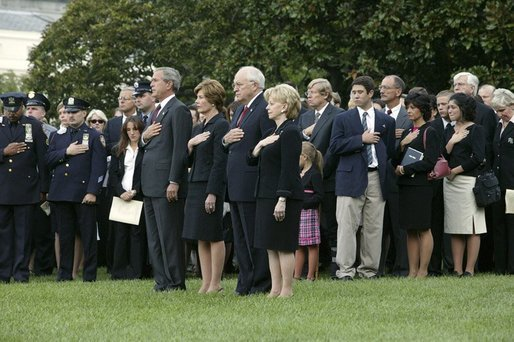
El Presidente George Bush celebrando el Patriot Day en un acto solemne en recuerdo de las víctimas.

Patriot Day (en español: Día de los Patriotas) es siempre el 11 de septiembre de cada año en memoria de los casi tres mil muertos en los ataques del 11 de septiembre de 2001. La mayoría de los estadounidenses se refieren a este día como Nine-Eleven (9/11, la forma anglosajona de expresar la fecha 11/9), 11 de septiembre, u otras variantes. En este día se recuerda el terrible atentado con actos solemnes como un minuto de silencio o banderas de EE. UU. a Media Asta y se exalta el patriotismo estadounidense.
- Datos: Q1034573
- Multimedia: Patriot Day / Q1034573